# Chicago Cougars
Chicago Cougars var en professionell ishockeyklubb i Chicago som spelade i World Hockey Association från 1972 till 1975.
Under Chicago Cougars tre år i WHA gick man till slutspel en gång, 1974, och avancerade då ända till final. Men laget förlorade finalen mot Houston Aeros.